# Ron Rawson
Ronald Rawson Rawson, detto Ron (Kensington, 17 giugno 1892 – Kensington, 30 marzo 1952), è stato un pugile britannico.
Ha vinto la medaglia d'oro olimpica nel pugilato alle Olimpiadi 1920 tenutesi ad Anversa, in particolare nella categoria pesi massimi.